# U-616
Unterseeboot 616 foi um submarino alemão do Tipo VIIC, pertencente a Kriegsmarine que atuou durante a Segunda Guerra Mundial.

## Comandantes
| Comandante                | Data                                      |
| ------------------------- | ----------------------------------------- |
| Oblt. Johann Spindlegger  | 2 de abril de 1942 - 7 de outubro de 1942 |
| Oblt. Siegfried Koitschka | 8 de outubro de 1942 - 17 de maio de 1944 |

## Subordinação
Durante o seu tempo de serviço, esteve subordinado às seguintes flotilhas:
| Período                                     | Flotilha                                   |
| ------------------------------------------- | ------------------------------------------ |
| 2 de abril de 1942 - 31 de dezembro de 1942 | 8. Unterseebootsflottille (treinamento)    |
| 1 de janeiro de 1943 - 31 de maio de 1943   | 6. Unterseebootsflottille (serviço ativo)  |
| 1 de junho de 1943 - 17 de maio de 1944     | 29. Unterseebootsflottille (serviço ativo) |

## Operações conjuntas de ataque
O U-616 participou das seguinte operações de ataque combinado durante a sua carreira:
- Rudeltaktik Burggraf (24 de fevereiro de 1943 - 5 de março de 1943)
- Rudeltaktik Westmark (6 de março de 1943 - 11 de março de 1943)
- Rudeltaktik Stürmer (11 de março de 1943 - 20 de março de 1943)